# Norbert Kobielski
Norbert Kobielski, född 8 januari 1997, är en polsk friidrottare som tävlar i höjdhopp.

## Karriär
Vid europeiska spelen 2023 tog Kobielski brons i höjdhopp.